# ناوشکن کلاس انوکی
دیسترویر کلاس انوکی (به انگلیسی: Enoki-class destroyer) یک کلاس از کشتی است که طول آن ۸۳٫۸ متر (۲۷۵ فوت) می‌باشد.